# Servi Corneli Cos Maluginense
Servi Corneli Cos Maluginense (llatí: Servius Cornelius Maluginensis Cossus) va ser un magistrat romà.
Va ser el primer representant de la branca Maluginense de la gens Cornèlia. Els Maluginensis van desaparèixer de la història abans de l'època de les guerres samnites. Aquesta família sembla originalment la mateixa que la de Cossus, ja que al principi es trobaven tots dos cognoms units. Més endavant, els Cossi i Maluginenses es van convertir en dues famílies separades.
Servi Corneli Cos Maluginense va ser cònsol l'any 485 aC junt amb Quint Fabi Vibulà. En aquest any va ser condemnat Espuri Cassi Viscel·lí. Va dirigir la guerra contra Veïs amb èxit.